# Резинаты
Резина́ты — группа химических соединений, соли и сложные эфиры смоляных кислот.

## Получение
Наиболее распространено получение сплавлением окислов соответствующих металлов с канифолью при температуре 200—250 °C.

## Применение
Соли щелочных металлов смоляных кислот растворимы в воде, их применяют для проклейки бумаги и картона, как эмульгаторы. Нерастворимые соли смоляных кислот и переходных металлов используются в качестве сиккативов (например, резинат марганца) и подслоев для других покрытий для увеличения адгезии.
Резинаты натрия и калия применяются при проведении реакций полимеризации, протекающих в эмульсия (особенно в производстве синтетического каучука).